# Хэнфордский комплекс

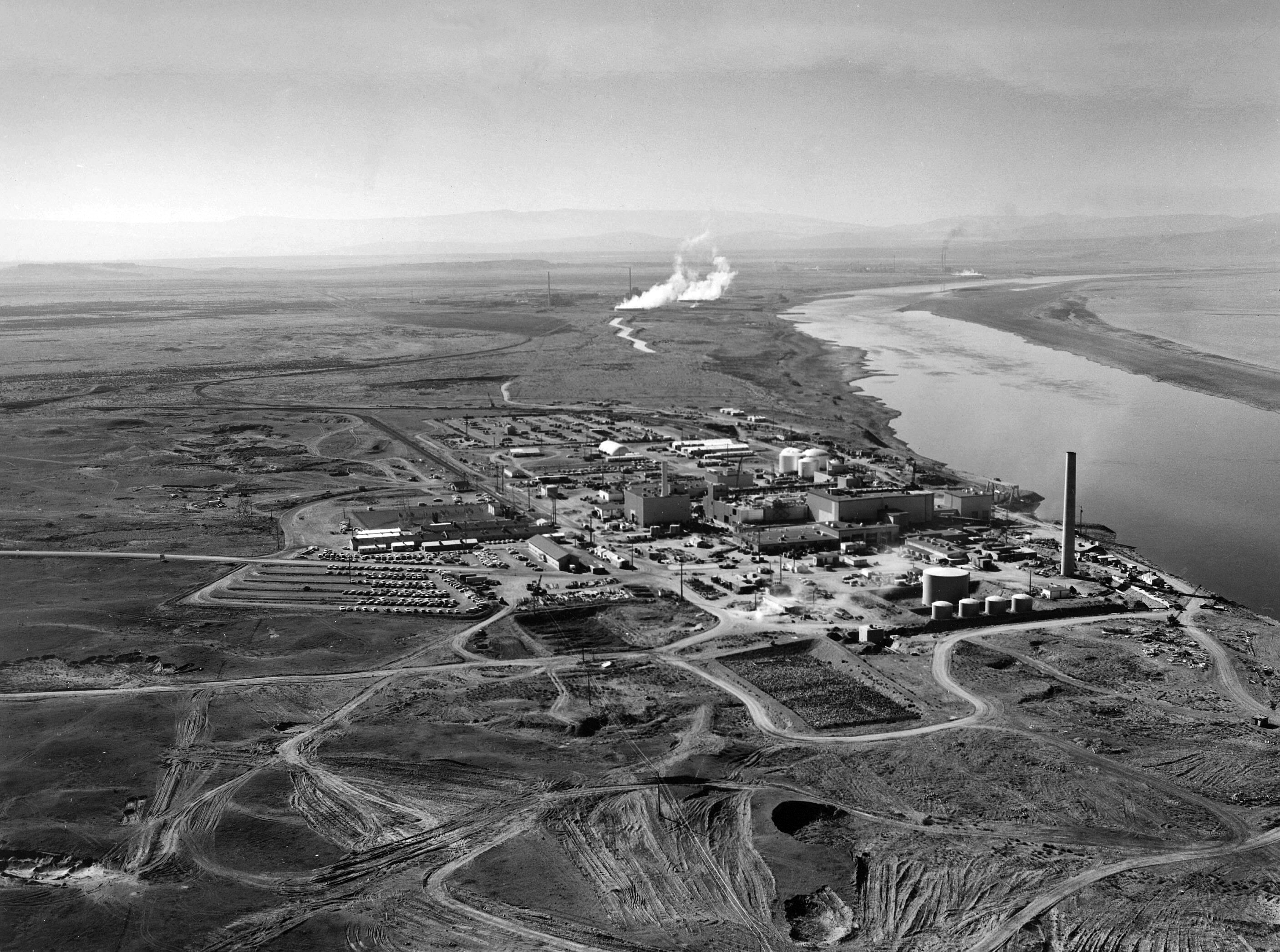
Цепочка ядерных реакторов Хэнфордского комплекса, расположенных вдоль берега р. Колумбия, в январе 1960 года. На переднем плане — «Реактор N», позади него — два однотипных реактора «KE» и «KW». Исторический «Реактор B», первый в мире реактор для промышленного производства плутония, виден на заднем плане.

Хэнфордский комплекс (англ. Hanford Site) — в настоящее время выведенный из эксплуатации комплекс по производству радиоактивных материалов, расположенный на берегу реки Колумбия в штате Вашингтон, использовавшийся федеральным правительством США. Комплекс был известен под различными названиями, включая «Комплекс W», «Хэнфордский завод», «Хэнфордское строительное управление» и «Хэнфордский проект». Построенный в 1943 году в рамках «Манхеттенского проекта», комплекс стал местом расположения «Реактора B» — первого в мире реактора, предназначенного для промышленного производства плутония. Плутоний, произведённый в «Реакторе B», был использован при создании испытательного устройства, взорванного на полигоне в Аламогордо, и атомной бомбы «Толстяк», сброшенной на Нагасаки в Японии.
В годы Холодной войны комплекс неоднократно расширялся и в итоге включал в себя девять ядерных реакторов и пять линий химической сепарации, которые за 40 лет эксплуатации произвели около 57 тонн плутония — более двух третей всего плутония, произведённого правительством США. Многие важные открытия в области производства радиоактивных материалов были сделаны именно здесь. Однако меры предосторожности, применявшиеся на ранних этапах производства, а также способы утилизации радиоактивных отходов того времени были недостаточно строгими. Официальные документы, опубликованные правительством США, подтверждают факты сброса значительных количеств радиоактивных материалов в атмосферу и воды реки Колумбия, что повлекло отрицательные последствия для населения и состояния местных экосистем.
После окончания Холодной войны производство плутония на предприятии было свёрнуто, однако в результате производственного процесса осталось 204 тыс. м³ высокоактивных отходов, которые находятся на территории комплекса, это составляет около двух третей от объёма всех радиоактивных отходов на территории США. В настоящее время Хэнфордский комплекс является крупнейшим в США местом захоронения радиоактивных отходов. Хотя основная деятельность на территории комплекса касается захоронения отходов, тут же расположена АЭС Колумбия, принадлежащая компании Energy Northwest, и ряд научно-исследовательских организаций, таких как Тихоокеанская северо-западная национальная лаборатория и гравитационная обсерватория LIGO.

## География
В настоящее время Хэнфордский комплекс занимает участок площадью в 1518 км² в округе Бентон, штат Вашингтон. Вся эта территория необитаема и закрыта для свободного доступа. Местность на территории комплекса — полупустынная, преобладает ксерофитная растительность. Река Колумбия протекает вдоль северной и восточной границ участка на протяжении 80 км. Первоначально территория комплекса составляла 1740 км² и включала в себя буферные зоны на противоположном берегу реки, в округах Грант и Франклин. Часть этих земель возвращена в частную собственность и занята садами и сельскохозяйственными угодьями. В 2000 году значительная часть территории была передана национальному мемориалу «Hanford Reach». Комплекс был разделён на три основные зоны. Ядерные реакторы располагались вдоль реки, в так называемой «Зоне 100»; предприятия химической сепарации — на центральном плато, в «Зоне 200»; различные вспомогательные предприятия — в юго-восточной части комплекса, «Зоне 300».
На юго-востоке Хэнфордский комплекс граничит с агломерацией Трай-Ситиз (города Ричленд, Кенневик и Песко), население которой составляет около 200 тыс. человек. Хэнфордский комплекс является основной экономической базой агломерации.

## История
На протяжении столетий место слияния рек Якима, Снейк и Колумбия было местом встречи для местных племён. Судя по археологическим данным, люди жили на этих землях уже 10 тыс. лет назад. Племена сахаптинов использовали территории вдоль рек Снейк и Колумбия для охоты, рыбной ловли и собирательства. Археологи обнаружили на территории Хэнфордского комплекса многочисленные поселения, лагери, места забоя животных и рыбной ловли, ритуальные сооружения, два из которых в 1976 году были внесены в Национальный реестр исторических мест США. Белые люди начали заселять эти земли с 1860-х годов, сначала вдоль р. Колумбия ниже порогов Прист-Рэпидс. Ими были основаны города Хэнфорд, Уайт Блаффс и Ричленд. Из-за значительного перепада высот и водостока реки Колумбия и Снейк стали идеальным местом для строительства гидроэлектростанций. Первая гидроэлектростанция была построена на р. Снейк в 1901 году. К 1940 году на реках Снейк и Колумбия было построено шесть электростанций, что во многом предопределило дальнейшую судьбу окрестных земель.

## Манхеттенский проект
В ходе Второй мировой войны комитет «S-1» федерального управления по научным исследованиям и разработкам правительства США активно поддерживал исследования в области радиоактивности плутония. Грант на проведение исследований был предоставлен металлургической лаборатории Чикагского университета. В то время плутоний был чрезвычайно редким элементом, лишь недавно полученным в микроскопических количествах в лаборатории Калифорнийского университета. Учёные металлургической лаборатории Чикагского университета разрабатывали методы преобразования урана в плутоний в результате ядерных реакций и способы выделения плутония из продуктов ядерных реакций. Работы были ускорены в 1942 году, из-за растущей обеспокоенности правительства США прогрессом германских ядерных исследований.

### Выбор участка
В сентябре 1942 года Инженерный корпус армии США поставил во главе недавно созданного Манхеттенского инженерного округа генерала Лесли Гровса. Перед генералом была поставлена задача: в сжатые сроки организовать промышленное производство урана и плутония. Главным подрядчиком по строительству комплекса по производству плутония стала компания «DuPont». Специалисты «DuPont» настоятельно порекомендовали разместить комплекс на значительном расстоянии от существующего комплекса по производству урана в Оук-Ридже, штат Теннесси. Они сформулировали следующие требования к участку:
- Большой и удалённый участок земли;
- Возможность создания «зоны опасного производства» не менее 19×26 км;
- Пространство для лабораторного комплекса на удалении не менее 13 км от ближайшего реактора или сепарационного завода;
- Отсутствие населённых пунктов с населением более 1000 человек в радиусе 30 км от комплекса;
- Отсутствие железных дорог, автомагистралей или населённых пунктов в радиусе 15 км от «зоны опасного производства»;
- Практически неограниченный источник чистой воды;
- Мощный источник электроэнергии;
- Участок, пригодный для строительства особо крупных сооружений.

В декабре 1942 года генерал Гровс направил своего помощника полковника Франклина Маттиаса и инженеров «DuPont» для осмотра потенциальных строительных участков. Маттиас доложил, что Хэнфордский участок «идеален практически во всех отношениях», кроме существования на его территории городов Хэнфорд и Уайт Блаффс. Гровс лично осмотрел участок в январе 1943 года и приказал начинать работы. Участок получил название «Комплекс W». Федеральное правительство США немедленно экспроприировало участок и отселило все местное население, включая индейское племя Ванапум.
Окончательная территория комплекса составляет 1’518 кв. км. На протяжении 80 км вдоль границы комплекса течёт река Колумбия — источник чистой воды. Все остальные параметры соблюдены: на прежде необжитой территории проложены 621 км автомобильных и 254 км железной дороги, построены 4 электростанции. При строительстве было использовано 600 тыс. м³ бетона и 36 тыс. т конструкционной стали. Строительные работы в период с 1943 по 1946 год обошлись в 230 млн долларов США.

### Начало строительства

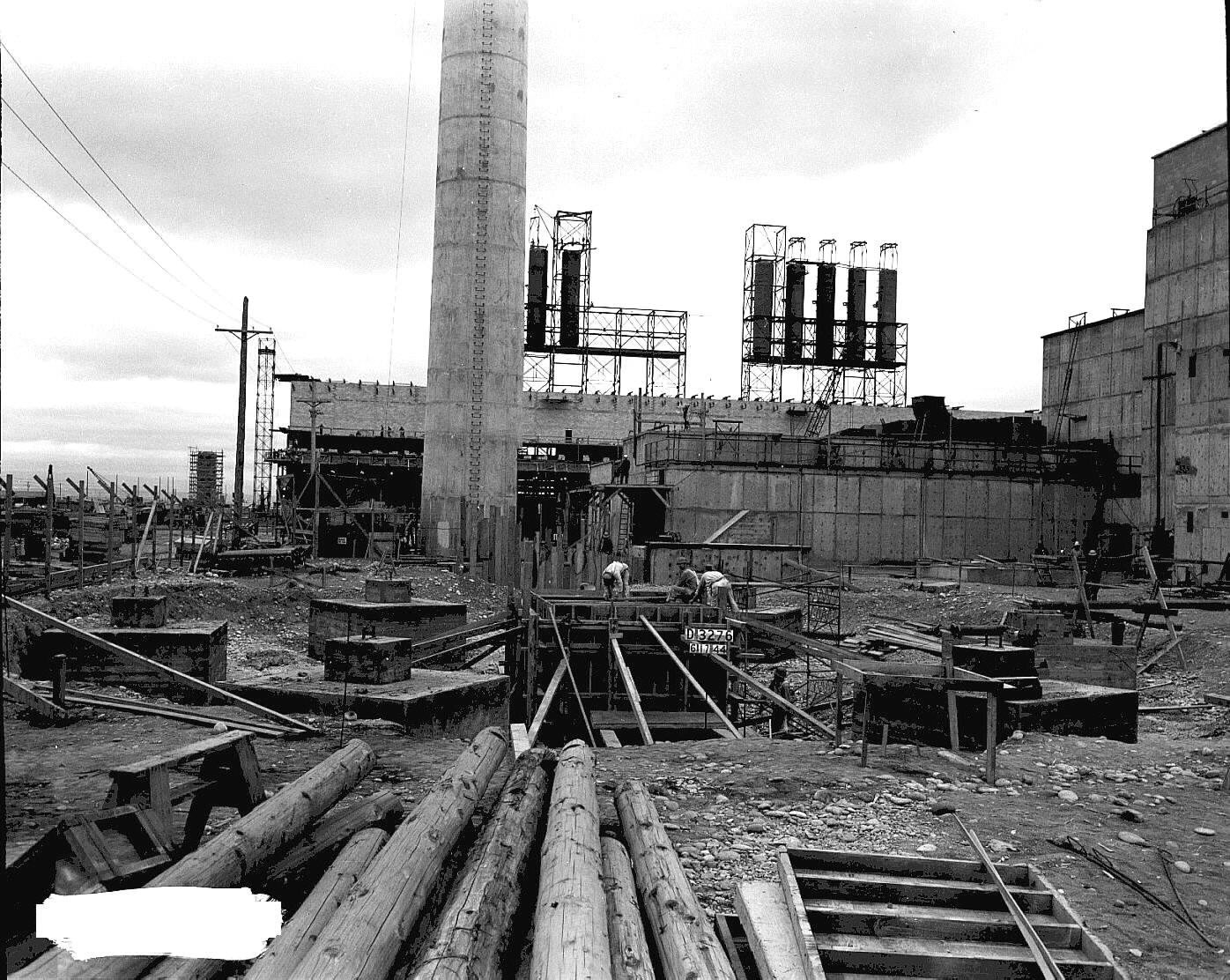
Строительство «Реактора B» (1944 г.)

«Хэнфордское строительное управление» приступило к строительству в марте 1943 года и в кратчайшие сроки оно приобрело невиданный размах. 50 тыс. строителей жили в рабочем посёлке недалеко от места, где ранее находился г. Хэнфорд, администрация и инженеры — в специальном городке на территории г. Ричленд. Строительство комплекса быстро продвигалось. До конца войны «Хэнфордское строительное управление» построило 554 здания на территории комплекса, включая 3 ядерных реактора («105-B», «105-D», и «105-F») и 3 линии переработки плутония («221-T», «221-B», и «221-U»), каждая длиной в 250 м.

### Производство плутония
«Реактор B» (объект «105-B») стал первым полномасштабным реактором для промышленного производства плутония. Он был спроектирован и построен компанией «DuPont», основываясь на экспериментальном реакторе CP-1, созданном Энрико Ферми, и реакторе X-10, построенном ранее в г. Оук-Ридж, штат Теннесси. В реакторе применялись графитовые замедлители и водяное охлаждение. Реактор представлял собой 1100-тонный графитовый цилиндр размером 8,5×11 м, лежащий на боку. Через весь цилиндр проходили 2004 алюминиевые трубы. Урановые элементы, цилиндры диаметром около 2,5 см, заключённые в алюминиевую оболочку, помещались в трубах. Всего реактор содержал 180 т урана-238. По трубам, охлаждая урановые элементы, подавалась вода со скоростью 130 л/с. Первоначальная мощность реактора составляла 250 МВт.

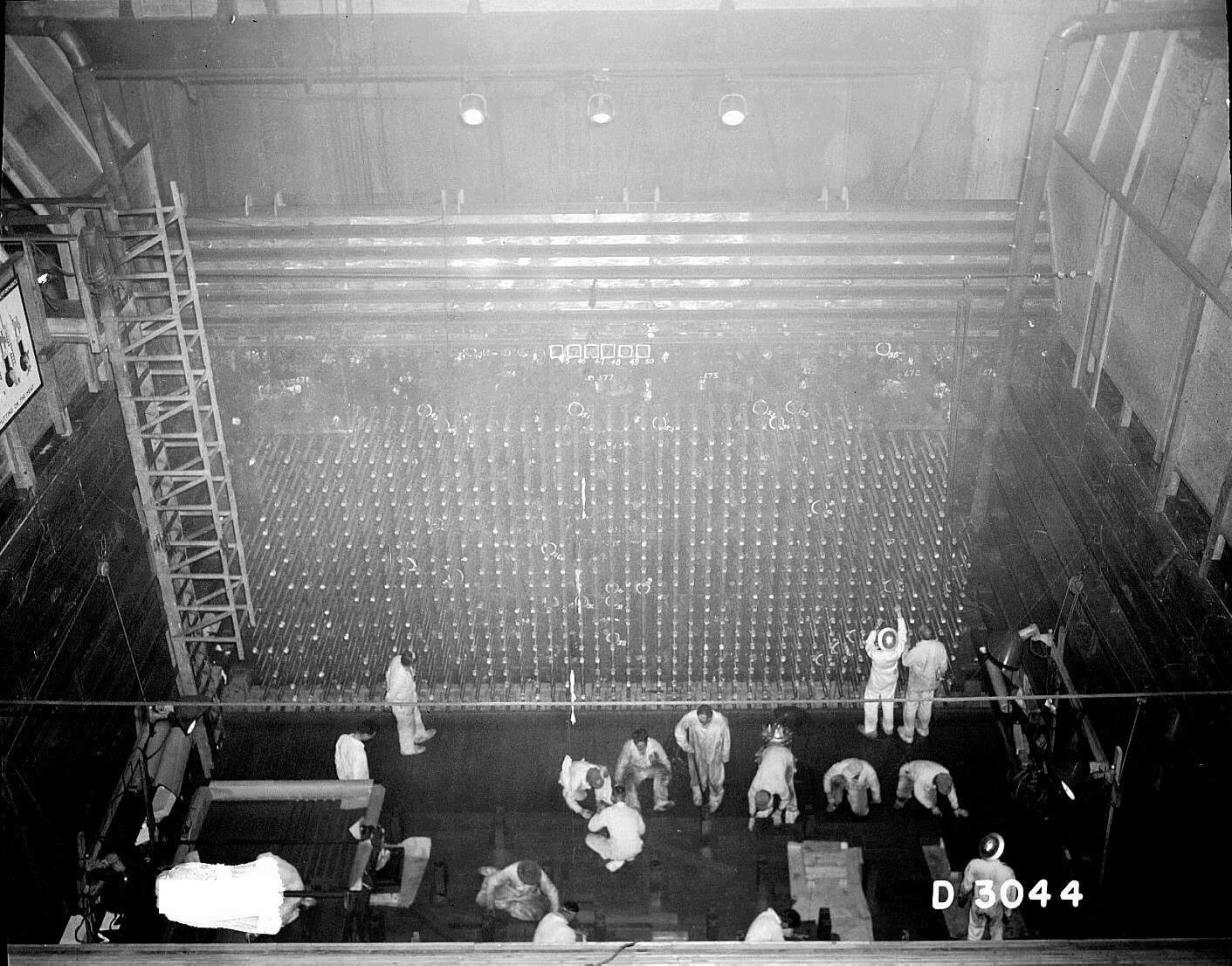
Реактор B

Строительство «Реактора B» было начато в августе 1943 г. и закончено 13 сентября 1944 г. Реактор достиг критического состояния в конце сентября 1944 г. и, после преодоления «нейтронного отравления», произвёл первую партию плутония 6 ноября 1944 г. Получение плутония в реакторе начиналось с поглощения атомом урана-238 нейтрона и превращения его в атом урана-239. Атом урана-239 быстро подвергался бета-распаду и превращался в атом нептуния-239. Атом нептуния-239 также быстро подвергался ещё одному бета-распаду и превращался в плутоний-239 — конечный продукт реакции. Облучённые урановые элементы, содержащие небольшое количество плутония, доставлялись к трём дистанционно управляемым линиям химической сепарации (прозванным «каньонами»), находящимся на расстоянии 16 км от реактора, где, в результате целого ряда химических процессов, плутоний отделялся от урана и продуктов деления. Первая партия плутония была получена на линии «221-T» 2 февраля 1945 г. и доставлена в Лос-Аламосскую лабораторию 5 февраля 1945 г.
Ещё два реактора — «Реактор D» и «Реактор F» — были запущены в декабре 1944 г. и феврале 1945 г. соответственно. К апрелю 1945 г. плутоний поставлялся в Лос-Аламос каждые пять дней, и вскоре было получено достаточное количество плутония для производства устройства Gadget, испытанной на полигоне в Аламогордо 16 июля 1945 года, и бомбы «Толстяк». До бомбардировки Хиросимы и Нагасаки само существование «Манхеттенского проекта» было строго засекречено и менее 1 % сотрудников Хэнфордского комплекса знали о конечной цели своей работы. Как позже написал в своих мемуарах генерал Гровс: «Мы просто убедились, что каждый участник проекта четко понимает свою задачу, не более того».

### Технологические инновации
За не слишком продолжительное время существования «Манхеттенского проекта» инженеры Хэнфордского комплекса достигли значительных успехов в производстве плутония. На самом деле, поскольку «Реактор B» был первым в своём роде, многие инженерные решения, принятые его создателями, стали новаторскими.
Одной из сложнейших задач, вставших перед инженерами, стало обслуживание линий сепарации. Как только линия перерабатывала первую партию плутония, само оборудование линии становилось настолько радиоактивным, что людям было небезопасно даже приближаться к нему. Требовалось разработать способы дистанционно управляемой замены любой детали оборудования. Инженеры «DuPont» решили проблему путём модульной организации агрегатов линий сепарации. Любой модуль мог быть извлечён и заменён оператором крана, находящимся в защищённой от воздействия радиации кабине. Это решение потребовало внедрения новейших в то время технических решений: тефлона, использовавшегося как уплотнительный материал, и систем видеонаблюдения, позволявших операторам обслуживающих кранов контролировать все производимые операции с безопасного расстояния.

### Хранение РАО (радиоактивных отходов)[5]
Для хранения радиоактивных отходов процесса химической сепарации плутония были построены «резервуарные поля», состоящие из 64 резервуаров каждое («241-B», «241-C», «241-T», и «241-U»).
Эти отходы имеются нескольких видов.
Надосадочная жидкость (супернатанты, supernate) — жидкая фракция, состоящая из воды и растворенных солей. В Хэнфорде её около 80 миллионов литров, её вклад в общую радиоактивность комплекса составляет 24 %.
Растворимые твердые компоненты (saltcake) — вещества, кристаллизовавшиеся из жидкой фракции, пескообразный материал. 91 миллион литров, 20 % от общей радиоактивности.
Осадки (sludge) — плотные, нерастворимые в воде осадки, по консистенции напоминающие густое масло. Его около 40 миллионов литров, но этот небольшой объём обеспечивает основной вклад в радиоактивность, 56 %.
Стабильные токсичные отходы, не радиоактивные, но сохраняющие токсичность тысячелетиями.
Часть жидких радиоактивных отходов в Хэнфорде поначалу просто сливали в землю, часть осадков поместили в контейнеры и закопали. Поняв, что это слишком опасно, в 1943 году разработали специальные емкости SST, в которые с 1944 года начали загружать жидкие РАО. Такой бак — это ёмкость из углеродистой стали, облицованная бетоном. Проектный срок эксплуатации составлял 25 лет, после чего предполагалось построить новые емкости и перелить жидкие РАО до той поры, пока не будет найдено стабильное решение для хранения этих чрезвычайно опасных отходов.
В баках нового типа — DST — появилась дополнительная стальная стенка, расположенная в метре от внутренней, но до бетонного слоя, чтобы в воздушном зазоре размещать детекторы течей, контролируя их появление автоматизированно. Проектный срок службы такого бака составляет от 20 до 50 лет.
На сегодня в Хэнфорде имеется 177 баков: 149 SST и 28 DST, в 1971 году был составлен график перелива жидкостей из первых во вторые, но реализовать его до сих пор не удалось.

## Холодная война

### Расширение комплекса
В сентябре 1946 г. комплекс был выведен из подчинения Министерству обороны США и передан компании «General Electric», которая управляла им под надзором недавно созданной Комиссии по атомной энергии. После окончания Второй мировой войны, США столкнулись с новым противником — 29 августа 1949 г. Советский Союз провел испытания собственной атомной бомбы. Началась холодная война. Предвидя такое развитие событий, в августе 1947 г. было принято решение о строительстве в Хэнфорде ещё двух реакторов и продолжении работ по усовершенствованию процессов химической сепарации плутония. Хэнфордский комплекс вступил в новую фазу развития.
К 1963 году на территории комплекса было 9 реакторов, расположенных вдоль р. Колумбия, 5 линий сепарации плутония на центральном плато и более 900 вспомогательных предприятий и исследовательских лабораторий по всей территории комплекса. Три реактора, построенные в рамках «Манхеттенского проекта», также подверглись значительной модернизации. Кроме того, были построены 177 резервуаров для хранения радиоактивных отходов. Пик производства пришелся на период с 1956 по 1965 год. Всего за 40 лет эксплуатации комплекс произвел 64 тонны плутония, обеспечив им большую часть из 60 тыс. единиц атомного арсенала США.

### Свёртывание работ

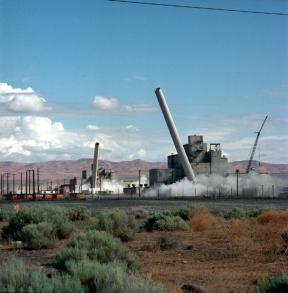
Демонтаж сооружений «Реактора D»

Бо́льшая часть реакторов была выведена из эксплуатации в период с 1965 по 1971 год, со средним сроком службы реактора 22 года. Последний из них, «Реактор N», продолжал работать и как электростанция общественной сети электроснабжения штата Вашингтон, и как предприятие по производству плутония вплоть до 1987 г. С тех пор большая часть реакторов была захоронена. Исторический «Реактор B» не был захоронен и остался доступен для публики. Он был внесён в Национальный реестр исторических мест США в 1992 г. и объявлен национальным историческим памятником США в августе 2008 г.
| Реактор    | Дата запуска     | Дата остановки  | Начальная мощность, (МВт) | Максимальная мощность, (МВт) |
| ---------- | ---------------- | --------------- | ------------------------- | ---------------------------- |
| Реактор B  | сентябрь 1944 г. | февраль 1968 г. | 250                       | 2210                         |
| Реактор D  | декабрь 1944 г.  | июнь 1967 г.    | 250                       | 2165                         |
| Реактор F  | февраль 1945 г.  | июнь 1965 г.    | 250                       | 2040                         |
| Реактор H  | октябрь 1949 г.  | апрель 1965 г.  | 400                       | 2140                         |
| Реактор DR | октябрь 1950 г.  | декабрь 1964 г. | 250                       | 2015                         |
| Реактор C  | ноябрь 1952 г.   | апрель 1969 г.  | 650                       | 2500                         |
| Реактор KW | январь 1955 г.   | февраль 1970 г. | 1800                      | 4400                         |
| Реактор KE | апрель 1955 г.   | январь 1971 г.  | 1800                      | 4400                         |
| Реактор N  | декабрь 1963 г.  | январь 1987 г.  | 4000                      | 4000                         |

## Наше время

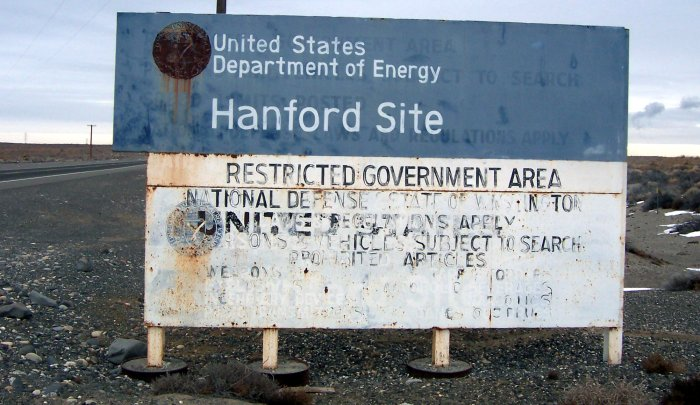
Дорожный знак на въезде в Хэнфордский комплекс (январь 2005 г.)

Министерство энергетики США получило контроль над комплексом в 1977 году. Несмотря на то, что производство плутония постепенно прекращалось, прошлое оставило неизгладимый след на городах Трай-Ситиз. Из небольших фермерских поселков они превратились в передний край ядерной физики, оплот атомной промышленности США. Десятки лет правительственных инвестиций создали в городах сообщество высококлассных ученых и инженеров. Вследствие такой специализации Хэнфордскому комплексу удалось перепрофилироваться на производство электроэнергии и научно-исследовательскую деятельность.
Некоторые из предприятий, расположенных на территории Хэнфордского комплекса:
- Тихоокеанская северо-западная национальная лаборатория, одна из лабораторий Министерства энергетики США.
- Исследовательский реактор на быстрых нейтронах, национальный исследовательский комплекс, работавший с 1980 по 1992 год. По состоянию на 2007 г., законсервирован.
- Обсерватория LIGO, интерферометр для исследования гравитационных волн.
- Колумбийская АЭС, принадлежащая компании «Energy Northwest».

В конце 2015 года было объявлено о намерении превратить комплекс в туристический парк.

## Опасная свалка
На территории комплекса находится 177 могильников для жидких высокоактивных отходов общим объёмом 204 тыс. м³. Расчётный срок службы могильников (20-25 лет) давно истёк. По оценкам 2013 года, около 2 % отходов уже попали в окружающую среду по причине неконтролируемых утечек из могильников. Чтобы представить масштаб полигона в Хэнфорде, достаточно сравнить его с аналогичным советским полигоном под Озёрском, где после взрыва 300 кубометров жидких РАО 29 сентября 1957 года (Кыштымская авария) радиоактивный след протянулся на 300—350 км на северо-восток, были отселены 12 тысяч человек из 23 деревень, имущество и скот уничтожены на месте, в ликвидационных работах участвовали сотни тысяч человек. С 1968 года затронутый катастрофой участок вошёл в состав Восточно-Уральского государственного заповедника, доступ людей туда ограничен до сих пор.
Окончание строительства завода по переработке жидких отходов в Хэмфорде предполагалось не ранее 2019 года, затем начало работы комплекса WTP, Waste Treatment and Immobilization Plant, перенесено на 2022 год, однако МЭ США в 2014 году сообщило, что «точная дата пуска WTP не может быть названа из-за технических неопределенностей». Задержка вышла с технологией витрификации (остекловывания) жидких РАО высокой радиоактивности (низко- и среднеактивные жидкие отходы американцы перерабатывают цементированием).
На разработку этой технологии бюджет США ежегодно тратит около полумиллиарда долларов, столько же стоит содержание полигона в Хэнфорде.
С 1993 года на освоение витризации потрачено 9,5 миллиардов долларов, однако ни одного литра высокоактивных атомных отходов (ВАО) так и не переработано. Однако представлена программа компьютерного моделирования процесса в формате 3D. Периодически американские специалисты посещают российский завод «Маяк», где витризация ВАО освоена ещё в 1987 году[значимость факта?].

### Обрушение тоннеля 9 мая 2017 года
9 мая 2017 года в Хэнфордском комплексе было объявлено чрезвычайное положение в связи с обрушением насыпи над одним из двух подземных железнодорожных тоннелей, где хранятся вагоны, нагруженные оборудованием, загрязнённым при производстве плутония, и промышленными отходами плутониевого завода и некоторых других лабораторий Хэнфорда. Они загрязнены как по изотопам плутония и америция, так и по изотопам 137Cs и 90Sr. Кроме того, в отходах присутствуют барий, кадмий, хром, свинец, ртуть, серебро и соли серебра, масла и другие вещества. Суммарную активность приблизительно оценивают в 20-30 тысяч кюри в тоннеле № 1, в тоннеле № 2 — более 500 тысяч кюри.
Вначале уровень опасности на объекте был объявлен на уровне «Alert» (Внимание!), что значит отсутствие угрозы для персонала, не находящегося вблизи места инцидента. Спустя несколько часов происшествие переклассифицировали на «Site Area Emergency» (чрезвычайная ситуация на площадке): опасность локализована, однако представляет угрозу персоналу, находящемуся на объекте. Часть работников была временно эвакуирована.
По результатам измерений было установлено, что выброса радиоактивных веществ не произошло. 10 мая 2017 года провал в насыпи засыпали, используя строительную технику. Рабочие были снабжены средствами индивидуальной защиты (спецодеждой, воздушными фильтрами), поливальная машина прибивала поднимавшуюся пыль.

### Масштаб бедствия неизвестен
К 2005 году должна была завершиться перекачка жидких ядерных отходов из одинарных баков SST в двойные DST, однако Министерство энергетики США в своём отчёте признало, что сделать это не удалось, и «в части баков невозможно установить точное содержание жидкой фракции по разнообразным причинам». Отчёт гласит, что на сегодня МЭ способно учитывать количество жидких фракций только в 28 баках DST и что-то знает про то, что хранится в баках SST, причём в период с 1959 по настоящее время в землю попало порядка 4’000 кубометров жидких РАО. Примерно по 100 тысяч кубометров жидких РАО находятся в баках DST и SST.
В 2003 году стартовал второй этап замены SST на DST — перемещение осадков. По состоянию на 2014 год удалось освободить только 12 SST и конца не видно.
Начиная с 1980-х годов фиксируются факты попадания в баки SST дождевой воды и талого снега (Хэмфорд находится в штате Вашингтон, на границе с Канадой). В некоторых случаях вода из внешних источников перекрывает утечки. Фиксируются случаи попадания талых и дождевых вод между стальными стенками корпусов DST, с разбросом в течение года от 40 литров до 7’500 литров. В требованиях МЭ США к условиям «временной стабилизации» РАО (или хранению в баках), не описаны действия на случай, если бак протекает. До сих пор точно не выявлены и точные причины возникновения коррозии и протечек, сотрудники Хэнфорда оперируют гипотезами и предположениями.

## Менеджмент
Хэнфордский комплекс является федеральным объектом, администрируемым по контракту частными подрядчиками. В разное время функции головного подрядчика по администрированию комплекса, ответственного за качество готовой продукции, выполняли следующие компании:
| Обслуживание Хэнфордского комплекса | Обслуживание Хэнфордского комплекса | Обслуживание Хэнфордского комплекса  | Обслуживание Хэнфордского комплекса        | Обслуживание Хэнфордского комплекса |
| Даты начала и завершения контракта  | Даты начала и завершения контракта  | Администрирующая компания            | Материнские компании (при наличии)         | Компетенция (выполняемые обязательства по контракту) |
| ----------------------------------- | ----------------------------------- | ------------------------------------ | ------------------------------------------ | --- |
| 12.12.1942                          | 1.09.1946                           | E.I. DuPont de Nemours and Co.       | E.I. DuPont de Nemours and Co.             | производственный цикл полностью |
| 1.09.1946                           | 1.01.1965                           | General Electric Co.                 | General Electric Co.                       | производственный цикл полностью |
| 1.09.1946                           | 1.07.1967                           | General Electric Co.                 | General Electric Co.                       | обслуживание реактора N |
| 1.05.1953                           | 06.1981                             | Vitro Engineering                    | Vitro Corp.                                | проектирование и инженерно-техническое сопровождение процесса строительства производственной и обслуживающей инфраструктуры |
| 1.06.1953                           | 1.03.1987                           | J.A. Jones Construction Services Co. | Philipp Holzman AG                         | строительно-монтажные и ремонтные работы, поддержание зданий и сооружений объекта в исправном состоянии |
| 1.01.1965                           | 1971                                | United States Test Company, Inc.     | United States Test Company, Inc.           | меры радиационной защиты |
| 4.01.1965                           | 1971                                | Battelle Memorial Institute          | Battelle Memorial Institute                | обслуживание реакторов, производство плутония, администрирование Тихоокеанской северо-западной национальной лаборатории (PNL) |
| 1.06.1965                           | 1.10.1975                           | Computer Sciences Corp.              | Computer Sciences Corp.                    | обслуживание электронного оборудования комплекса |
| 1.01.1966                           | 4.09.1967                           | Isochem, Inc.                        | U.S. Rubber Co., Martin Marietta Corp.     | обслуживание линий химической сепарации, производство плутония |
| 1.03.1966                           | 09.1971                             | ITT Federal Support Services, Inc.   | ITT Federal Support Services, Inc.         | обслуживание инфраструктуры и электронного оборудования комплекса |
| 1.07.1967                           | 03.1973                             | Douglas United Nuclear, Inc.         | United Nuclear, Douglas Aircraft           | обслуживание реактора N |
| 4.09.1967                           | 1.10.1977                           | Atlantic Richfield Hanford Co.       | Richfield Oil Corp., Atlantic Refining Co. | обслуживание линий химической сепарации, производство плутония |
| 1.02.1970                           |                                     | Westinghouse Hanford Co.             | Westinghouse Electric Corp.                | обслуживание опытной установки с ядерным реактором на быстрых нейтронах, администрирование Тихоокеанской северо-западной национальной лаборатории |
| 03.1973                             | 29.06.1987                          | UNC Nuclear Industries, Inc.         | United Nuclear, Douglas Aircraft           | обслуживание реактора N и восьми остановленных реакторов, работы по деконтаминации и деактивации оборудования и местности |
| 1.10.1975                           | 1986                                | BSC Richland, Inc.                   | Boeing Co.                                 | обслуживание электронного оборудования комплекса |
| 1.10.1977                           | 29.06.1987                          | Rockwell Hanford Operations          | Rockwell International Corp.               | обогащение плутония, производство ядерного топлива обслуживание заводов по переработке плутония и урана (PUREX), аффинажу плутония и переработки порошка окиси плутония(VI) в металлический плутоний (завод Z), производству уранового ангидрида (завод UO3), деконтаминации-деактивации и ремонту производственного оборудования (завод T), утилизации ядерных отходов и отработанного сырья (завод B и наливные сооружения-хранилища жидких ядерных отходов), программа изоляции радиоактивных отходов в базальтовых породах (BWIP), полный комплекс мер по обслуживанию транспортной инфраструктуры (автобусного и рельсового транспорта), складских сооружений и логистических терминалов, пожарной безопасности объекта |
| 06.1981                             | 03.1982                             | Braun Hanford Co.                    | C.F. Braun & Co.                           | архитектурные работы |
| 03.1982                             | 1.03.1987                           | Kaiser Engineers Hanford Co.         | Kaiser Industries Corp.                    | архитектурные работы |
| 29.06.1987                          |                                     | Westinghouse Hanford Co.             | Westinghouse Electric Corp.                | производственный цикл полностью |